# 提姆·拉瑟特

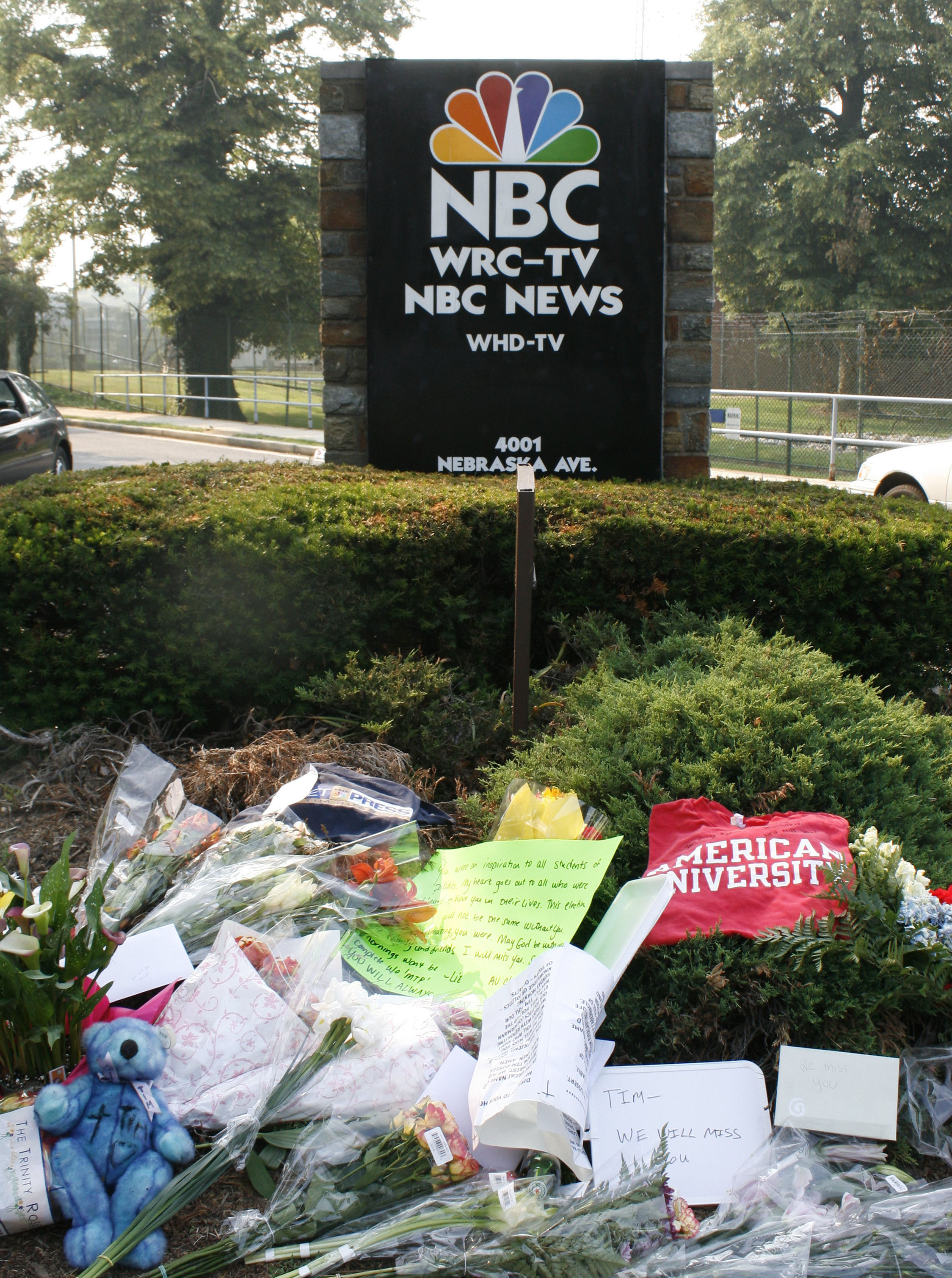
提姆·拉瑟特過世時群眾對其的悼念

提姆·拉瑟特（Tim Russert，1950年5月7日—2008年6月13日），美国记者，主持国家广播公司（NBC）星期日访谈节目《与媒体见面》（Meet the Press）长达16年，曾采访过众多政治人物，以材料准备充分、提问尖锐但不失恭敬、分析时政深入浅出著称。于2008年6月13日在工作时因心脏病突发去世。